# Nambung Nemzeti Park
A Nambung Nemzeti Park Nyugat-Ausztráliában található a Wheatbelt régióban, Perthtől 162 kilométernyire északnyugatra. A park területén található a Pinnacle-sivatag.
A nambung egy bennszülöttek által használt szó, melynek jelentése "kanyargó", amelyet a vidéken meanderező Nambung-folyóra használtak.
A parkot északról a Southern Beekeepers Nature Reserve határolja, míg délről a Wanagarren Nature Reserve, amely mindketten természetvédelmi területek.
Az első európaiak, akik felkeresték ezt a vidéket 1658-ban, már feljegyezték térképeiken e területet, mint North és South Hummocks. Philip Parker King szintén említést tesz róla 1820-as írásában. A Pinnacle-sivatag területe jórészt ismeretlen maradt 1960-ig, miután ekkor kutatásokba kezdtek egy közeli nemzeti park területének bővítésével kapcsolatban.
A látogatók az innen 17 kilométernyire északra található Cervantesből juthatnak el ide a legkönnyebben a Cervantes Road, vagy az Indian Ocean Drive-on keresztül. 2010. szeptember 19-e óta a látogatók Perthből, Lancelin és Cervantes érintésével érhetik el a parkot az Indian Ocean Drive-on keresztül.
A Pinnacles Desert Discovery Centre a sivatagban fellelhető geológiai alakzatokat, illetve a terület természeti és kulturális örökségeit bemutató kiállításon keresztül ismerteti meg a látogatókat a vidékkel.

## Állat- és növényvilág
A Nambung Nemzeti Parkban számos állat- és növényfaj él. A nyugati szürke óriáskenguru (Macropus fuliginosus) őshonos állatfaj errefelé, míg a hosszúszárnyú bálna (Megaptera novaeangliae), amelyik ellési időszakában látogat el a park parti vizeihez, csak időszakos vendég. Körülbelül 90 madárfaj, valamint több kígyófaj és egyéb hüllőfajok is élnek e vidéken.

## Fordítás
Ez a szócikk részben vagy egészben  a   Nambung National Park című angol Wikipédia-szócikk ezen változatának fordításán alapul.  Az eredeti cikk szerkesztőit annak laptörténete sorolja fel. Ez a jelzés csupán a megfogalmazás eredetét és a szerzői jogokat jelzi, nem szolgál a cikkben szereplő információk forrásmegjelöléseként.